# Рихтерит
Рихтеритът е натриево-калциево-магнезиев силикатен минерал, принадлежащ към групата на амфиболите. Ако желязото замества магнезия в структурата на минерала, той се нарича ферорихтерит; ако флуорът замества хидроксила, той се нарича флуорорихтерит. 
Кристалите на рихтерита са дълги и призматични или призматични до влакнести агрегати, или свързани със скали кристали. Цветовете на рихтерита варират от кафяво, сиво-кафяво, жълто, кафеникаво- до розово-червено или бледо до тъмнозелено. Рихтеритът се среща в термично метаморфозирани варовици в контактни метаморфни зони. Среща се и като хидротермален продукт в мафични магмени скали и в богати на манган рудни находища. Такива находища са Мон Сен Илер, Квебек, и Уилбърфорс и Тори Хил, Онтарио, Канада; Лонгбан и Пайсберг, Швеция; Западен Кимбърли, Западна Австралия; Санка, Мианмар; и Айрън Хил, Колорадо; Люсит Хилс, Уайоминг; и Либи, Монтана, САЩ. Минералът е кръстен през 1865 г. на немския минералог Йеронимус Теодор Рихтер (1824 – 1898).